# Cryptoparachtes
Cryptoparachtes là một chi nhện trong họ Dysderidae.